# Espacio doblante
Espacio geométricamente doblante
En matemáticas, un espacio métrico (X, d) se dice que es  doblante si existe una constante (constante doblante) M > 0 tal que para todo x ∈ X y r > 0, es posible cubrir la bola B(x, r) = {y | d(x, y) < r} con la unión de como mucho M bolas de radio r2. Se dice que la dimensión doblante de X es log2M.
Los Espacio euclídeos {\displaystyle \mathbb {R} ^{d}} con la métrica euclídea usual son ejemplos de espacios doblantes donde la constante doblante M depende de la dimensión d. Por ejemplo, en una dimensión, M = 2; y en dos dimensiones, M {\displaystyle \leq } 7.

En el Plano euclídeo, siete discos de radio r/2 pueden cubrir cualquier disco de radio r, el plano es un espacio doblante con constante doblante 7 and y su medida diblante es log_{2} 7.

## Medidas doblantes

### Definición
Una medida no trivial en un espacio métrico X se dice que es doblante si la medida de cualquier bola es finita y existe una constante C > 0 tal que
{\displaystyle 0<\mu (B(x,2r))\leq C\mu (B(x,r))<\infty \,}
para todo  x en X y r > 0. En este caso, decide que  μ es C-doblante. De hecho, puede ser probado que C {\displaystyle \geq } 2.
Un espacio métrico que soporta una medida doblante es necesariamente un espacio geométrico doblante, donde la constante doblante depende de la constante C. Recíprocamente, todo espacio geométrico doblante soporta una medida doblante.

### Ejemplos
Un ejemplo de medida doblante es la  medida de Lebesgue en un espacio euclídeo. 
Sin embargo, uno puede obtener medidas doblantes en un espacio euclídeo que son singulares con respecto a la medida de Lebesgue. Un ejemplo en la línea real es el límite débil de la siguiente secuencia de medidas:
{\displaystyle d\mu _{n}=\prod _{i=1}^{n}(1+a\cos(3^{i}2\pi x))\,dx,\;\;\;|a|<1.}
Un ejemplo de medida doblante singular en el intervalo [0, 1], es la medida  μ construida de la siguiente manera: para cada  k ≥ 0, partimos el intervalo unidad [0,1] en 3k intervalos de longitud 3−k. Sea Δ la colección de todos los intervalos de la forma anterior en [0,1] obtenidos para cada k (los llamamos intervalos triádicos), y para cada uno de estos intervalos I denotamos por m(I)  a su "medio tercer" intervalo. Sea 0 < δ < 1 y  μ la medida tal que  μ([0, 1]) = 1 y  para cada intervalo triádico I, μ(m(I)) = δμ(I). Esto nos da una medida doblante en  [0, 1] y singular respecto a la medida de Lebesgue.

## Aplicaciones
La definición de medida doblante puede parecer arbitraria, o de interés puramente geométrico. Sin embargo, muchos resultados de análisis harmónico clásico y  de geometría computacional se extienden a espacios métricos con medidas doblantes.